# Бэмби встречает Годзиллу
«Бэ́мби встреча́ет Годзи́ллу» (англ. Bambi Meets Godzilla) — полутораминутный анимационный фильм 1969 года канадского мультипликатора Марва Ньюленда, созданный им в одиночку во время учёбы в Колледже дизайна в Лос-Анджелесе. История роковой встречи двух персонажей поп-культуры Бэмби и Годзиллы. Занимает 38-е место место в списке пятидесяти величайших мультфильмов всех времён, составленном в 1994 году по итогам голосования 1000 профессионалов.

## Сюжет
Большая часть мультфильма состоит из начальных титров, сообщающих, что сюжет, сценарий, хореография и костюмы для Бэмби созданы Марвом Ньюлендом, который в свою очередь «создан мистером и миссис Ньюлендами». Пока идут титры, оленёнок Бэмби безмятежно пасётся на лужайке под пастушескую мелодию из оперы Джоаккино Россини «Вильгельм Телль». Затем Бэмби поднимает голову вверх и видит приближающуюся лапу Годзиллы. Это последнее, что видит оленёнок, так как лапа Годзиллы опускается прямо на Бэмби и расплющивает его. Одновременно лёгкая музыка сменяется громким продолжительным фортепьянным аккордом (финальный аккорд композиции «A Day in the Life» Битлз). Появляется надпись «Конец», а вслед за ней — выражение признательности городу Токио за предоставленного для съёмок Годзиллу (We gratefully acknowledge the city of Tokyo for their help in obtaining Godzilla for this film). В самом конце когти на лапе Годзиллы загибаются вниз.

## Продолжения
В 1976 году вышел чёрно-белый сиквел «Месть Бэмби», созданный другими художниками.